# Revoluție proletară
O revoluție proletară este o revoluție socială prin care clasa muncitoare încearcă să alunge de la putere burghezia. Revoluțiile proletare sunt în general susținute de către socialiști, comuniști și cei mai mulți anarhiști.
Marxiștii cred că în toate țările capitaliste se vor întâmpla revoluții proletare.
Ramura leninistă a marxismului susține că revoluția proletară trebuie să fie condusă de o avangardă de "revoluționari profesioniști", bărbați și femei, care să fie complet dedicați cauzei comuniste și care vor forma nucleul mișcării revoluționare comuniste.